# 1969 في سويسرا
فيما يلي قوائم الأحداث التي وقعت خلال عام 1969 في سويسرا.

## رياضة
- 1 يناير – نهائي كأس الكؤوس الأوروبية 1969

## مواليد

### فبراير
- 6 فبراير – ماسيمو بوساكا حكم كرة قدم سويسري.

### مارس
- 17 مارس – مارك لي رسام سويسري.

### مايو
- 20 مايو – لوران دافاو درّاج طريق سويسري.

### يونيو
- 28 يونيو – ستيفان تشابوسات لاعب كرة قدم سويسري.[1]

### يوليو
- 9 يوليو – كارلوس ليال ممثل سويسري.[2]

### سبتمبر
- 27 سبتمبر – صوفيا ميلوس

### نوفمبر
- 1 نوفمبر – داريو كالزيتش لاعب كرة قدم.[3]
- 3 نوفمبر – روبرت مايلز[4]

### ديسمبر
- 20 ديسمبر – ألن دي بوتون كاتب سويسري.[5]

## وفيات

### فبراير
- 20 فبراير – إرنست أنسيرمت (مواليد 1883)[6]
- 28 فبراير – تشارلز بلغريف (مواليد 1894) دبلوماسي سويسري.

### سبتمبر
- 1 سبتمبر – ماكس فايلر (مواليد 1900) لاعب ومدرب كرة قدم سويسري.[7]